# アンフィル
アンフィルは2015年に結成したヴィジュアル系バンド。

## 概要
- 2014年11月、翔梧、未月を中心に結成。
- 後に以前から翔梧と活動を共にしていた棗、親交の深かった yukito(現：倖人）が加わり現在に至る。
- 2015年1月22日に活動を開始。
- 幅広い音楽ジャンルを取り入れており、 コンセプトとして【live & feel】を掲げ、感情豊かな楽曲、ライブを展開している。
- バンド名の由来は、フランス語で「糸」という意味をもつ「unfil」から取っている。また、「運命の赤い糸」や「人同士の絆」と言った意味を持つ。
- アルファベット表記では「anfiel」という造語を用い、由来である「unfil」に加え、「and feel」という、常に感情を大切にしたい、してほしいというメッセージが隠れている。
- 「音楽を通じた出会いや絆を大切にしたい」「アンフィルというバンドがファン同士を繋ぐ絆、まさしく運命の赤い糸になりたい」という願いが込められていることを、過去のインストアイベントにて公表している。

## メンバー
翔梧（しょうご/shogo）
10月5日生まれ。茨城県出身。AB型。ボーカル
倖人（ゆきと/yukito）
10月27日生まれ。北海道函館市出身。A型。ギター（ステージ上手側）
未月（みづき/mizuki）
9月30日生まれ。神奈川県川崎市出身。A型。ギター（ステージ下手側）
棗（なつめ/natsume）
11月2日生まれ。静岡県出身。AB型。ベース

旧メンバー
ハル（はる/haru）
7月15日生まれ。東京都出身。O型。ドラム
2021年7月14日高田馬場AREA [anfiel PRESENTS ONEMAN LIVE 2021「Door」]公演をもって脱退。

## Discography
2015年
01月22日 始動同日、結成記念シングル『destin』 リリース
02月25日 『destin 2nd Press』リリース
03月11日 1st シングル『unfil / Red&Black』リリース
07月11日 2nd シングル『trigger』リリース
11月18日 1st アルバム『LUNAR PHASE』リリース
2016年
03月16日 3rd シングル『ラヴァ』リリース
06月15日 4th シングル『パロニリア』リリース
08月17日 5th シングル『Step bye step』、1st ライブ DVD「アンフィル ONEMAN LIVE「Lava&feel.」@SHIBUYA TSUTAYA O-WEST」リリース
12月14日 6th シングル『Lamplight=melody』リリース
2017年
04月19日 2nd フルアルバム『PARADISE LOST』リリース
05月17日 2nd ライブ DVD『アンフィル 2nd Anniversary Oneman Live「Lamplight&feel.-equal-」@ 新宿 BLAZE』リリース
08月16日 7th シングル『螢の瞳』リリース
11月08日 8th シングル『光』リリース
2018年
04月25日 『アンフィル GRAND FINAL 3rd ANNIVERSARY ONEMAN LIVE「timeless & feel. - 永遠のない世界 -」@ マイナビ BLITZ 赤坂」』リリース
05月23日 9th シングル『銀の贖罪』リリース
11月14日 3rd フルアルバム『COUNT DOWN』リリース
2019年
07月31日 1stミニアルバム『TOKYO STARGAZER』リリース
11月06日 10th シングル『Lies or not?』リリース
2020年
04月22日 『5th Anniversary Live「True & feel. 」@ ebisu LIQUIDROOM』リリース
05月27日 11th シングル『君でもなくて僕でもなくてじゃあ誰なんでしょう』リリース
09月05日 [Limited Single]『世界はこんなにも愛で溢れている』リリース
09月05日 [Limited Single]『abyss』リリース
09月05日 [Limited Single]『no escape』リリース
09月05日 [Limited Single]『cuddle』リリース
09月05日 [Limited Single]『創造ガラパゴス』リリース
2021年
08月21日 [Limited Single]『Entrance』リリース

## 略歴
- 2014 年12月20日結成発表

4月結成
- 2015 年

01月22日　　池袋EDGEにて初ライブを行う。
08月30日　　新宿RUIDO K4にて初のワンマンライブ「live & feel.」を行う。チケットはソールドアウト。

- 2016年
 01月31日　　高田馬場AREA にて1st Anniversaryワンマン 「gratitude & feel.」を行う。
 04月30日　　TSUTAYA O-WEST にて3rdワンマン 「Lava & feel.」を行う。
 10月15日　　名古屋ell.SIZE [東名阪ワンマンツアー 「-物は試し-」]
 10月16日　　心斎橋FANJ [東名阪ワンマンツアー 「-物は試し-」]
 10月22日　　新宿RUIDO K４ [東名阪ワンマンツアー 「-物は試し-」]
 10月23日　　池袋EGDE [東名阪ワンマンツアー 「-物は試し-」]

- 2017年

- 01月22日　　新宿BLAZE にて2nd Anniversaryワンマン 「Lamplight & feel.-equal-」を行う。
- 08月19日　　OSAKA RUIDO [東名阪ワンマンツアー 「一石を投じる」]
- 08月20日　　名古屋 ell.FITS ALL [東名阪ワンマンツアー 「一石を投じる」]
- 09月02日　　高田馬場AREA [東名阪ワンマンツアー 「一石を投じる」]
- 09月03日　　高田馬場AREA [東名阪ワンマンツアー 「一石を投じる」]
- 11月15日　　TSUTAYA O-WEST [ワンマンツアー2017　「君が居るという事実」]
- 11月23日　　川崎セルビアンナイト [ワンマンツアー2017　「君が居るという事実」]
- 11月25日　　仙台HOOK [ワンマンツアー2017　「君が居るという事実」]
- 11月26日　　club SONIC mito [ワンマンツアー2017　「君が居るという事実」]
- 11月30日　　表参道GROUND [ワンマンツアー2017　「君が居るという事実」]
- 12月03日　　金沢vanvan V4 [ワンマンツアー2017　「君が居るという事実」]
- 12月06日　　池袋EDGE [ワンマンツアー2017　「君が居るという事実」]
- 12月09日　　名古屋ell.SIZE [ワンマンツアー2017　「君が居るという事実」]
- 12月10日　　心斎橋fan J [ワンマンツアー2017　「君が居るという事実」]
- 12月12日　　福岡DRUM SON [ワンマンツアー2017　「君が居るという事実」]

- 2018年

- 01月21日　　赤坂BLITZ にて3rd Anniversaryワンマン 「timeless & feel.-永遠のない世界-」を行う。
- 06月09日　　仙台Space zero [ワンマンツアー2018　「KiLLER GOUMET」]
- 06月13日　　川崎セルビアンナイト [ワンマンツアー2018　「KiLLER GOUMET」]
- 06月16日　　club SONIC mito [ワンマンツアー2018　「KiLLER GOUMET」]
- 06月20日　　TSUTAYA O-crest [ワンマンツアー2018　「KiLLER GOUMET」]
- 06月27日　　福岡DRUM SON [ワンマンツアー2018　「KiLLER GOUMET」]
- 06月29日　　梅田Zeela [ワンマンツアー2018　「KiLLER GOUMET」]
- 07月01日　　名古屋ell.SIZE [ワンマンツアー2018　「KiLLER GOUMET」]
- 07月07日　　金沢vanvan V4 [ワンマンツアー2018　「KiLLER GOUMET」]
- 07月13日　　新宿ReNY [ワンマンツアー2018　「KiLLER GOUMET -cynical-」]
- 07月15日　　渋谷REX [ワンマンツアー2018　「KiLLER GOUMET -spree-」]

- 2019年

- 01月05日　　仙台spaceZero [anfiel ONEMAN TOUR 2019 「LiFE GOES ON」]
- 01月06日　　仙台spaceZero [anfiel ONEMAN TOUR 2019 「LiFE GOES ON」]
- 01月20日　　代官山UNIT にて4th Anniversaryワンマン 「live & feel.-COWNT DOWN-」を行う。
- 04月20日　　栄R.A.D [anfiel ONEMAN TOUR 2019 「LiFE GOES ON」 振替公演]
- 04月21日　　栄R.A.D [anfiel ONEMAN TOUR 2019 「LiFE GOES ON」 振替公演]
- 04月29日　　梅田Zeela [anfiel ONEMAN TOUR 2019 「LiFE GOES ON」 振替公演]
- 04月30日　　梅田Zeela [anfiel ONEMAN TOUR 2019 「LiFE GOES ON」 振替公演]
- 08月16日　　sibuya WWW X にてSUMMAR ONEMAN LIVE 2019 「Tokyo Stargazer.」を行う。
- 11月09日　　札幌Crazy Monkey [anfiel WINTER LIVE TOUR 2019 「LiES OR NOT?」]
- 11月10日　　札幌Crazy Monkey [anfiel WINTER LIVE TOUR 2019 「LiES OR NOT?」]
- 11月17日　　柏Thumb Up [anfiel WINTER LIVE TOUR 2019 「LiES OR NOT?」]
- 11月29日　　長野JUNK BOX [anfiel WINTER LIVE TOUR 2019 「LiES OR NOT?」]
- 11月30日　　浦和ナルシス [anfiel WINTER LIVE TOUR 2019 「LiES OR NOT?」]
- 12月06日　　川崎セルビアンナイト [anfiel WINTER LIVE TOUR 2019 「LiES OR NOT?」]
- 12月07日　　静岡SUNASH [anfiel WINTER LIVE TOUR 2019 「LiES OR NOT?」]
- 12月14日　　仙台Space zero [anfiel WINTER LIVE TOUR 2019 「LiES OR NOT?」]
- 12月15日　　郡山#9 [anfiel WINTER LIVE TOUR 2019 「LiES OR NOT?」]
- 12月20日　　新潟 GOLDEN PIGS RED STAGE [anfiel WINTER LIVE TOUR 2019 「LiES OR NOT?」]
- 12月21日　　金沢AZ [anfiel WINTER LIVE TOUR 2019 「LiES OR NOT?」]
- 12月23日　　表参道GROUND [Merry & feel. -X’mas-]
- 12月25日　　福岡DRUM SON [anfiel WINTER LIVE TOUR 2019 「LiES OR NOT?」]
- 12月26日　　広島SECOND CRUTCH [anfiel WINTER LIVE TOUR 2019 「LiES OR NOT?」]
- 12月28日　　アメリカ村CLAPPER [anfiel WINTER LIVE TOUR 2019 「LiES OR NOT?」]
- 12月29日　　名古屋ell. FITS ALL [anfiel WINTER LIVE TOUR 2019 「LiES OR NOT?」]

- 2020年

01月24日　　恵比寿LIQUIDROOM にて5th Anniversaryワンマン「True & feel.」を行う。